# Arizona State Legislature

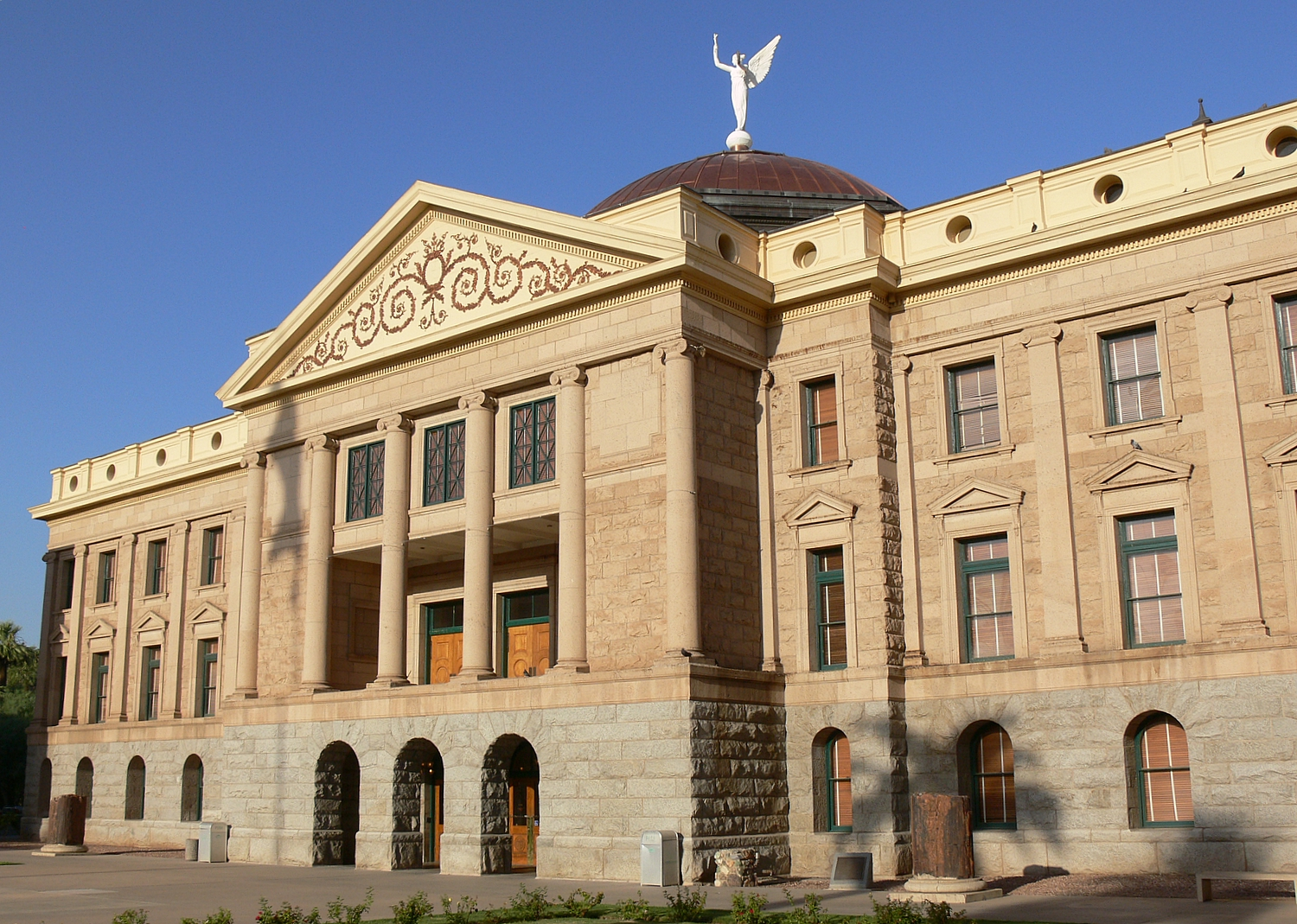
Die State Legislature tagt im Arizona State Capitol

Die Arizona State Legislature ist die State Legislature und damit die Legislative des US-Bundesstaats Arizona und wurde durch die Verfassung von 1910 geschaffen. Sie besteht aus dem Repräsentantenhaus von Arizona, das als Unterhaus fungiert, sowie dem Senat von Arizona als Oberhaus. Die State Legislature tagt im Arizona State Capitol in Phoenix.
Das Repräsentantenhaus besteht aus 60 Mitgliedern, der Senat aus 30. Beide Häuser werden auf zwei Jahre gewählt. Wiederwahl ist nur für vier aufeinanderfolgende Amtsperioden gestattet, also acht Jahre. Es ist allerdings zulässig, sich in die andere Parlamentskammer wählen zu lassen oder nach einer Pause von zwei Jahren erneut anzutreten. Der Wahltag fällt mit dem des Bundeskongresses zusammen. In jedem Wahlbezirk werden ein Senator und zwei Mitglieder des Repräsentantenhauses gewählt, für letztere hat jeder Wähler daher zwei Stimmen.
Wählbar sind US-Bürger, die seit mindestens drei Jahren in Arizona und mindestens ein Jahr im entsprechenden Wahlbezirk leben, und die im Wählerregister eingetragen sind. Das Mindestalter beträgt 25 Jahre für beide Häuser.